# Mandevilla
Genre
Classification APG III (2009)
Mandevilla est un genre de plantes vivaces tropicales ou subtropicales de la famille des Apocynaceae, originaires d'Amérique du Sud, dont certaines espèces sont cultivées comme plantes ornementales pour leurs fleurs.
Ces espèces sont appelées « mandévillas », « mandévilléas » ou « dipladénias » du nom d'un genre, Dipladenia, maintenant considéré comme synonyme de Mandevilla.
Ce genre doit son nom à un diplomate britannique en Argentine et amateur de jardins, Henry Mandeville (1773-1861) qui rapporta un premier exemplaire de Mandevilla laxa (espèce nommée alors Echites laxus) en Angleterre.

## Histoire
Lindley créa le genre Mandevilla  en 1840 (Edwards's Bot. Reg. 26: t. 7.).
Le genre Dipladenia fut décrit par Alphonse de Candolle (Prodrome, livre VIII, p. 481, 1854) dans la famille des Apocynaceae afin de regrouper toutes les plantes qui ne portent que deux glandes au nectaire. Il donne vingt espèces : D. pastorum, D. tenuifolia, ... D. atropurpurea.
Robert Woodson dans son étude de 1933 des espèces néotropicales des Apocynoideae, fit plusieurs remaniements importants. Dans sa nouvelle circonscription du genre Mandevilla, il inclut comme synonymes des genres comme Exothostemon (G. Don) Woodson, Dipladenia A. DC., Laseguea A. DC., Amblyanthera Müll. Arg., Heterothrix Müll. Arg., et une partie de Echites P. Browne.
Une révision significative de Mandevilla a été publiée en 1948 par Pichon qui semble avoir la faveur des spécialistes. Il étend la circonscription de Woodson (1933) en incluant les Macrosiphonia parce que les critères discriminants utilisés par Woodson étaient inconsistants et arbitraires.

## Description
Ce sont des petites plantes grimpantes à fleurs formant des lianes de 2 m, aux tiges grêles et volubiles. 
Elles portent des feuilles coriaces, veinées d'un vert brillant. Sa période de floraison va de mars à novembre et donne des fleurs de couleurs variées (blanc, rouge, jaune, rose).
Une espèce de couleur blanche, Mandevilla boliviensis, est épiphyte. Elle est originaire du Costa Rica et de Bolivie.

## Origine
Ce sont des espèces originaires d'Amérique du Sud, où l'on trouve 90 espèces (Bolivie et Brésil, en particulier dans la Serra dos Órgãos), ainsi qu'en Amérique centrale où l'on trouve 21 espèces. La limite septentrionale est le Mexique, la limite méridionale, l'Argentine.

## Culture
D'avril à novembre elles offrent une succession de fleurs en trompettes largement ouvertes, aux tons vifs, rose, rouge, jaune ou blanc.
Il est recommandé de les cultiver en pots à sortir dès les beaux jours dans un terreau riche et léger, à maintenir frais en permanence. 
Il faut les placer dans un endroit très éclairé et même au soleil direct. Dans le Midi de la France, il est cependant préférable de les soumettre à une exposition légèrement tamisée. Il est préférable de les faire hiverner à 10 °C. Si la culture se fait dans une véranda, il faut faire attention aux araignées rouges et aux cochenilles. Il est également prisé par les pucerons jaunes du laurier rose.
Il existe une centaine d'espèces et de nombreux hybrides. Dans les roses, il existe  D. sanderi 'Rosea', D. splendens ou D. × amoeana 'Alice du Pont', rose foncé, au port vraiment grimpant. Parmi les hybrides à fleurs rouges 'Cerise' est un grand classique avec son rouge intense, ou alors 'Red Hiding Hood', ou 'Atropurpurea', à petites fleurs pourpres.  Dans les blancs, il existe 'Amabylis', très volubile, et M. laxa. Pour les fleurs jaunes, 'Citron' ou 'Tropical Dream', ce dernier offre un feuillage panaché de blanc.
Ce sont des plantes prisées pour la culture en serre.
Le dipladenia est souvent cultivé en intérieur sous nos climats européens. La plante se plaît très bien en extérieur pendant la saison estivale, en pot ou en pleine terre. 

## Toxicité
Le dipladénia est toxique par ingestion, de plus sa sève est irritante.

## Synonymes
- Amblyanthera Müll.Arg.
- Dipladenia A.DC.
- Eriadenia Miers
- Laseguea A.DC.
- Mitozus Miers
- Salpinctes Woodson

## Liste des espèces
Selon World Checklist of Selected Plant Families (WCSP) (8 oct. 2011) :
- Mandevilla abortiva J.F.Morales
- Mandevilla achrestogyne (Woodson) Woodson
- Mandevilla acutiloba (A.DC.) Woodson
- Mandevilla aequatorialis J.F.Morales
- Mandevilla albifolia J.F.Morales
- Mandevilla alboviridis (Rusby) Woodson
- Mandevilla alvarezii Daniel
- Mandevilla amazonica J.F.Morales
- Mandevilla anceps Woodson
- Mandevilla andina J.F.Morales & A.Fuentes
- Mandevilla andrieuxii (Müll.Arg.) Hemsl.
- Mandevilla angustata (Steyerm.) J.F.Morales
- Mandevilla angustifolia (Malme) Woodson
- Mandevilla annulariifolia Woodson
- Mandevilla antennacea (A.DC.) K.Schum.
- Mandevilla antioquiana J.F.Morales
- Mandevilla apocynifolia (A.Gray) Woodson
- Mandevilla aracamunensis Morillo
- Mandevilla arcuata A.H.Gentry
- Mandevilla aridana J.F.Morales
- Mandevilla assimilis (K.Schum.) J.F.Morales
- Mandevilla atroviolacea (Stadelm.) Woodson
- Mandevilla bahiensis (Woodson) M.F.Sales & Kin.-Gouv., Iheringia
- Mandevilla barretoi Markgr.
- Mandevilla benthamii (A.DC.) K.Schum.
- Mandevilla bogotensis (Kunth) Woodson
- Mandevilla boliviensis (Hook.f.) Woodson
- Mandevilla brachyloba (Müll.Arg.) K.Schum.
- Mandevilla brachysiphon (Torr.) Pichon
- Mandevilla bracteata (Kunth) Kuntze
- Mandevilla bracteosa (Rusby) Woodson
- Mandevilla bradei Markgr.
- Mandevilla callacatensis Markgr.
- Mandevilla callista Woodson
- Mandevilla caquetana J.F.Morales
- Mandevilla catimbauensis Souza-Silva, Rapini & J.F.Morales
- Mandevilla caurensis Markgr.
- Mandevilla cercophylla Woodson
- Mandevilla cereola Woodson
- Mandevilla clandestina J.F.Morales
- Mandevilla coccinea (Hook. & Arn.) Woodson
- Mandevilla columbiana J.F.Morales
- Mandevilla congesta (Kunth) Woodson
- Mandevilla convolvulacea (A.DC.) Hemsl.
- Mandevilla crassinoda (Gardner) Woodson
- Mandevilla cuneifolia Woodson
- Mandevilla cuspidata (Rusby) Woodson
- Mandevilla dardanoi M.F.Sales, Kin.-Gouv. & A.O.Simões
- Mandevilla dissimilis Woodson
- Mandevilla dodsonii A.H.Gentry
- Mandevilla duartei Markgr.
- Mandevilla duidae (Woodson) Woodson, Fieldiana
- Mandevilla emarginata (Vell.) C.Ezcurra
- Mandevilla equatorialis Woodson
- Mandevilla espinosae Woodson
- Mandevilla exilicaulis (Sessé & Moc.) J.K.Williams
- Mandevilla eximia (Hemsl.) Woodson
- Mandevilla filifolia Monach.
- Mandevilla fistulosa M.F.Sales, Kin.-Gouv. & A.O.Simões
- Mandevilla foliosa (Müll.Arg.) Hemsl.
- Mandevilla fragilis Woodson
- Mandevilla fragrans (Stadelm.) Woodson
- Mandevilla frigida J.F.Morales
- Mandevilla funiformis (Vell.) K.Schum.
- Mandevilla glandulosa (Ruiz & Pav.) Woodson
- Mandevilla gracilis (Kunth) J.F.Morales
- Mandevilla grata Woodson
- Mandevilla grazielae M.F.Sales, Kin.-Gouv. & A.O.Simões
- Mandevilla guanabarica Casar. ex M.F.Sales, Kin.-Gouv. & A.O.Simões
- Mandevilla harleyi M.F.Sales, Kin.-Gouv. & A.O.Simões
- Mandevilla hatschbachii M.F.Sales, Kin.-Gouv. & A.O.Simões
- Mandevilla hesperia (I.M.Johnst.) A.O.Simões, Kin.-Gouv. & M.E.Endress
- Mandevilla hirsuta (Rich.) K.Schum.
- Mandevilla holosericea (Sessé & Moc.) J.K.Williams
- Mandevilla holstii Morillo
- Mandevilla horrida J.F.Morales
- Mandevilla huberi Morillo
- Mandevilla hypoleuca (Benth.) Pichon
- Mandevilla illustris (Vell.) Woodson
- Mandevilla immaculata Woodson
- Mandevilla inexperata J.F.Morales
- Mandevilla jamesonii Woodson
- Mandevilla jasminiflora Woodson
- Mandevilla javitensis (Kunth) K.Schum.
- Mandevilla kalmiifolia (Woodson) J.F.Morales
- Mandevilla karwinskii (Müll.Arg.) Hemsl.
- Mandevilla krukovii Woodson
- Mandevilla lancibracteata Woodson, Fieldiana
- Mandevilla lancifolia Woodson
- Mandevilla lanuginosa (M.Martens & Galeotti) Pichon
- Mandevilla lata Markgr.
- Mandevilla laxa (Ruiz & Pav.) Woodson
- Mandevilla leptophylla (A.DC.) K.Schum.
- Mandevilla ligustriflora Woodson
- Mandevilla lobbii Woodson
- Mandevilla lojana J.F.Morales
- Mandevilla longiflora (Desf.) Pichon
- Mandevilla longipes Woodson
- Mandevilla lucida Woodson
- Mandevilla luetzelburgii (H.Ross & Markgr.) Woodson
- Mandevilla macrosiphon (Torr.) Pichon
- Mandevilla manarana Morillo
- Mandevilla martiana (Stadelm.) Woodson
- Mandevilla martii (Müll.Arg.) Pichon
- Mandevilla matogrossana J.F.Morales
- Mandevilla megabracteata J.F.Morales
- Mandevilla mexicana (Müll.Arg.) Woodson
- Mandevilla microphylla (Stadelm.) M.F.Sales & Kin.-Gouv., Iheringia
- Mandevilla mollissima (Kunth) K.Schum.
- Mandevilla montana (Kunth) Markgr.
- Mandevilla moricandiana (A.DC.) Woodson
- Mandevilla moritziana (Müll.Arg.) Donn.Sm.
- Mandevilla muelleri Woodson
- Mandevilla myriophylla (Taub. ex Ule) Woodson
- Mandevilla nacapulensis (Felger & Henrickson) A.O.Simões, Kin.-Gouv. & M.E.Endress
- Mandevilla nerioides Woodson
- Mandevilla nevadana J.F.Morales
- Mandevilla novocapitalis Markgr.
- Mandevilla oaxacana (A.DC.) Hemsl.
- Mandevilla obtusifolia Monach.
- Mandevilla pachyphylla Woodson, Fieldiana
- Mandevilla paisae J.F.Morales
- Mandevilla pavonii (A.DC.) Woodson
- Mandevilla pendula (Ule) Woodson
- Mandevilla pentlandiana (DC.) Woodson
- Mandevilla permixta Woodson
- Mandevilla petraea (A.St.-Hil.) Pichon
- Mandevilla pohliana (Stadelm.) A.H.Gentry
- Mandevilla polyantha K.Schum. ex Woodson
- Mandevilla pringlei J.K.Williams
- Mandevilla pristina J.F.Morales
- Mandevilla pycnantha (Steud.) Woodson
- Mandevilla rigidifolia J.F.Morales
- Mandevilla riparia (Kunth) Woodson
- Mandevilla rubra Markgr. ex M.F.Sales, Kin.-Gouv. & A.O.Simões
- Mandevilla rugellosa (Rich.) L.Allorge
- Mandevilla rugosa (Benth.) Woodson
- Mandevilla rutila Woodson
- Mandevilla sagittarii Woodson
- Mandevilla sancta (Stadelm.) Woodson
- Mandevilla sancta-martae J.F.Morales
- Mandevilla sandemanii Woodson
- Mandevilla sanderi (Hemsl.) Woodson, Dipladénia de Sander
- Mandevilla sandwithii Woodson
- Mandevilla scaberula N.E.Br., Trans. Linn. Soc. London
- Mandevilla scabra (Hoffmanns. ex Roem. & Schult.) K.Schum.
- Mandevilla schlimii (Müll.Arg.) Woodson
- Mandevilla scutifolia Woodson
- Mandevilla sellowii (Müll.Arg.) Woodson
- Mandevilla semirii M.F.Sales, Kin.-Gouv. & A.O.Simões
- Mandevilla similaris J.F.Morales
- Mandevilla speciosa (Kunth) J.F.Morales
- Mandevilla spigeliiflora (Stadelm.) Woodson
- Mandevilla splendens (Hook.f.) Woodson
- Mandevilla spruceana (Müll.Arg.) K.Schum.
- Mandevilla stans (A.Gray) J.K.Williams
- Mandevilla stephanotidifolia Woodson
- Mandevilla steyermarkii Woodson, Fieldiana
- Mandevilla subcarnosa (Benth.) Woodson
- Mandevilla subcordata Rusby
- Mandevilla subpaniculata Woodson
- Mandevilla subsagittata (Ruiz & Pav.) Woodson
- Mandevilla subscorpoidea Wooton
- Mandevilla subsessilis (A.DC.) Woodson
- Mandevilla subspicata (Vahl) Markgr.
- Mandevilla subumbelliflora J.F.Morales
- Mandevilla surinamensis (Pulle) Woodson
- Mandevilla symphytocarpa (G.Mey.) Woodson
- Mandevilla tenuifolia (J.C.Mikan) Woodson
- Mandevilla thevetioides Woodson
- Mandevilla torosa (Jacq.) Woodson
- Mandevilla trianae Woodson
- Mandevilla tricolor Woodson
- Mandevilla tristis J.F.Morales
- Mandevilla tubiflora (M.Martens & Galeotti) Woodson
- Mandevilla turgida Woodson
- Mandevilla ulei K.Schum. ex Markgr.
- Mandevilla undulata (C.Ezcurra) A.O.Simões, Kin.-Gouv. & M.E.Endress
- Mandevilla urceolata Markgr.
- Mandevilla urophylla (Hook.) Woodson
- Mandevilla vanheurckii (Müll.Arg.) Benth. ex B.D.Jacks.
- Mandevilla vasquezii J.F.Morales
- Mandevilla velame (A.St.-Hil.) Pichon
- Mandevilla venulosa (Müll.Arg.) Woodson
- Mandevilla veraguasensis (Seem.) Hemsl.
- Mandevilla versicolor Woodson
- Mandevilla villosa (Miers) Woodson
- Mandevilla virescens (A.St.-Hil.) Pichon
- Mandevilla widgrenii C.Ezcurra
- Mandevilla xerophytica J.F.Morales